# Aphelodoris berghi
Aphelodoris berghi is een slakkensoort uit de familie van de Dorididae. De wetenschappelijke naam van de soort werd voor het eerst geldig gepubliceerd in 1924 door Odhner.